# Unaveni sluncem 2: Odpor
Unaveni sluncem 2: Odpor (rusky Утомлённые солнцем-2: Предстояние – Utomljonnyje solncem-2: Predstojanije) je ruský film z roku 2010 režiséra Nikity Michalkova. Navazuje na Michalkovův úspěšný film Unaveni sluncem z roku 1994 a popisuje zážitky tří jeho hlavních hrdinů, Kotova, Miti a Nadi, v době začátku bojů na východní frontě. Film byl nejdražším v historii ruského filmařství, ale také z komerčního hlediska největším propadákem.
Drobná část natáčení probíhala v Barrandovských studiích v Praze.

## Zápletka
Miťa (hraný Olegem Meňšikovem) přežil pokus o sebevraždu a vzal si za ženu Kotovovu manželku Marusju (nově ji hraje Viktorija Tolstoganova), která uvěřila, že Kotov (hraný samotným Michalkovem) je mrtvý. Její dcera Naďa (hraje ji opět Michalkovova dcera Naděžda Michalkovová) dospěla, ovšem utekla od Marusji a Miti pryč.
Kotov ovšem nebyl popraven, ale byl mu změněn trest a žije v Gulagu. Stalin to zjistí a pošle Miťu, aby Kotova našel a přivezl zpět do Moskvy.

## Obsazení
| Nikita Sergejevič Michalkov       | Sergej Petrovič Kotov                        |
| Naděžda Nikitična Michalkova      | Naďja Kotovová, Kotovova dcera               |
| Oleg Jevgeňjevič Meňšikov         | Miťa (Dmitrij Arsenťjev)                     |
| Viktorija Viktorovna Tolstoganova | Marusja, Kotovova žena                       |
| Sergej Konstantinovič Bačurskij   | Rjabov                                       |
| Vladimir Beregov                  | Kruglov                                      |
| Ivan Gvera                        | německý pilot Willie                         |
| Dmitrij Petrovič Dužev            | Bělorus Ivan, Kotovův spoluvězeň             |
| Janina Kalganova                  | zdravotní sestra                             |
| Roman Jevgeňjevič Koval           | zraněný voják                                |
| Arťom Krestnikov                  | strážný                                      |
| Sergej Viktorovič Larin           | kadet Kudrja                                 |
| Sergej Vasiljevič Makoveckij      | kapitán Lunin, pracovník Směrše              |
| Andrej Iljič Merzlikin            | Nikolaj, bývalý major-tankista               |
| Angelina Vladimirovna Mirimskaja  | pionýrka Ljuba Kavkovová                     |
| Arťom Nikitič Michalkov           | kadet Sazonov                                |
| Igor Borisovič Mulev              | seržant Jürgen                               |
| Andrej Vladimirovič Panin         | vůdce pionýrů Kravec                         |
| Alexandr Sergejevič Pašutin       | náčelník tábora                              |
| Valerij Zolotuchin                | velitel lodi Pindurin                        |
| Sergej Leonidovič Garmaš          | otec Alexandr                                |
| Marija Šukšina                    | Zinaida Vasiljevna                           |
| Alexandr Adabašjan                | Igor, stranický funkcionář                   |
| Alexej Vasiljevič Petrenko        |                                              |
| Jevgenij Michajlovič Sacharov     | Sacharov                                     |
| Nasťja Skrypnik                   | Olga, děvče                                  |
| Artur Sergejevič Smoljaninov      | Jurok                                        |
| Jevgenij Alexejevič Styčkin       | nadporučík-ženista                           |
| Natalja Stanislavovna Surkova     | venkovská dítka Kaťja                        |
| Alexandr Fisenko                  | Kalinuškin                                   |
| Maxim Suchanov                    | Stalin                                       |
| Adam Bulgučov                     | Berija                                       |
| Alexej Ivanovič Buldakov          | Semjon Buďonnyj                              |
| Alexandr Anatoljevič Mochov       | Kliment Vorošilov                            |
| Sergej Mežov                      | voják s raketometem                          |
| Soslan Totrazovič Fidarov         | Alan                                         |
| Alexandr Arefjev                  | sanitář vojenské nemocnice                   |
| Dmitrij Arosjev                   | kadet Centněr                                |
| Igor Afanasjev                    | vězeň                                        |
| Sergej Burunov                    | vězeň                                        |
| Konstantin Bykov                  |                                              |
| Vjačeslav Ganěnko                 |                                              |
| Valentin Iosifovič Gaft           | Pimen                                        |
| Arťom Olegovič Grigorjev          | kuchař                                       |
| Jevgenij Jermakov                 | major Bolotov                                |
| Irina Kalinina                    |                                              |
| Maxim Kljanov                     |                                              |
| Dmitrij Vladimirovič Mazurov      | voják NKVD                                   |
| Rimma Markova                     | zdravotní sestra                             |
| Jevgenij Smirnov                  | seržant NKVD                                 |
| Jevgenija Fajkova                 | zdravotní sestra                             |
| Alexej Šemes                      |                                              |
| Alexandr Anoprikov                |                                              |
| Andrej Nikolajevič Vasiljev       |                                              |
| Alexandr Jevgeňjevič Golubev      | kapitán Lysjakov, velitel kremelských kadetů |
| Maxim Vinogradov                  | kremelský kadet                              |
| Rodion Galjučenko                 | kremelský kadet                              |
| Jevgenij Mironov                  | nadporučík Izjumov                           |
| Jekatěrina Radčenko               | zdravotní sestra                             |
| Alexandr Sťopin                   | přítel ženicha na svatbě                     |
| Daniil Ivanovič Spivakovskij      |                                              |
| Alexej Vjačeslavovič Ošurkov      |                                              |
| Jurij Safarov                     | seržant Chadyrov                             |
| Igor Šmakov                       | kadet Goša                                   |